# SAR (taxonomie)
SAR (asimilovaně také Sar) je označení pro jednu z nových eukaryotických „superskupin“. Byla poprvé navržena v roce 2007 a zahrnuje v sobě skupiny Stramenopila, Alveolata a Rhizaria. Počáteční písmena těchto skupin rovněž dala skupině SAR jméno. Molekulární analýzy potvrzují, že se jedná o přirozenou, monofyletickou skupinu.
V systému Adla a kol. je skupina Sar definována jako klad podřazený kladu Diaphoretickes. Ten zahrnuje vedle Sar i rostliny (ve smyslu Archaeplastida), Haptophyta, centrohelidní slunivky, Pancryptista (rozšířené skrytěnky), Hemimastigophora (nepočetná skupina bičíkatých predátorů) a rody Ancoracysta a Telonema. Právě rod Telonema byl od roku 2020 považován za sesterskou skupinu Sar a společně byly tyto taxony klasifikovány v superskupině TSAR. Fylogenetická analýza z roku 2022 však monofylii TSAR nepotvrdila a za sesteskou skupinu Sar označila klad zahrnující taxony Telonema a Haptophyta. Studie ze stejného roku, která popsala nové druhy a rozšířila tak původně monotypickou skupinu s jediným rodem Telonema na kmen Telonemia, ho však jako sesterskou skupinu SAR potvrdila a doplnila podporující hypotézu evoluce morfologických znaků v superskupině (např. trojitých mastigonemat).
V systému Cavaliera-Smithe je taxon totožný se Sar pojmenován Harosa (podle počátečních písmen Heterokonta, Alveolata, Rhizaria plus přípona –osa používaná v podobných jménech, např. Filosa) a zařazen na úroveň podříše, zahrnuté do nepřirozené říše Chromista.

## Okolnosti
Seskupení taxonů Stramenopila, Alveolata a Rhizaria do jedné monofyletické vývojové linie mimo jiné znamená, že původní vymezení superskupiny Chromalveolata či říše Chromista bylo nepřirozené (parafyletické) a buď se již nepoužívá (např. v systému Adla a kol.), nebo bylo upraveno a doplněno o Rhizaria, takže v nynějším pojetí, respektujícím fylogenetickou přirozenost, se jedná o prakticky totožné skupiny.